# Dianthus subfissus
Dianthus subfissus là loài thực vật có hoa thuộc họ Cẩm chướng. Loài này được Rouy & Foucaud mô tả khoa học đầu tiên năm 1896.